# Jonquerettes
Jonquerettes est une commune française située dans le département de Vaucluse, en région Provence-Alpes-Côte d'Azur. Elle fait partie de la communauté d'agglomération du Grand Avignon.
Ses habitants s'appellent les Jonquerettois et les Jonquerettoises.

## Géographie
Le village est au milieu des champs de vigne, à la lisière du bois de Saint-Jean. Situé à 8 km à l'est d'Avignon, il est essentiellement résidentiel.
|                      | Saint-Saturnin-lès-Avignon |         |
| Morières-lès-Avignon | Jonquerettes               | Le Thor |
|                      | Châteauneuf-de-Gadagne     |         |

### Accès et transports
La commune est accessible par la route nationale 100, puis la route départementale 6. Route et chemin de fer marquent la frontière avec le coteau sur lequel est bâti le village et la plaine inondable.
L'autoroute la plus proche est l'autoroute A7 et la gare TGV la plus proche est la gare d'Avignon TGV.

### Relief
La commune est composée d'une plaine alluviale marécageuse, arrosée par les eaux des Sorgues. C'est sur le coteau est que s'est développé le village, tout d'abord en cercle autour du château et de l'église, puis le long de l'avenue principale orienté est-ouest.

### Géologie
La commune est constituée d'une plaine alluviale récente recouvrant un épandage durancien sur plusieurs mètres d'épaisseur. Sa partie est où est installé le village est un coteau de calcaire urgonien.

### Sismicité
Les cantons de Bonnieux, Apt, Cadenet, Cavaillon, et Pertuis sont classés en zone Ib (risque faible). Tous les autres cantons du département de Vaucluse, dont celui de l'Isle-sur-la-Sorgue auquel appartient la commune, sont classés en zone Ia (risque très faible). Ce zonage correspond à une sismicité ne se traduisant qu'exceptionnellement par la destruction de bâtiments.

### Hydrographie

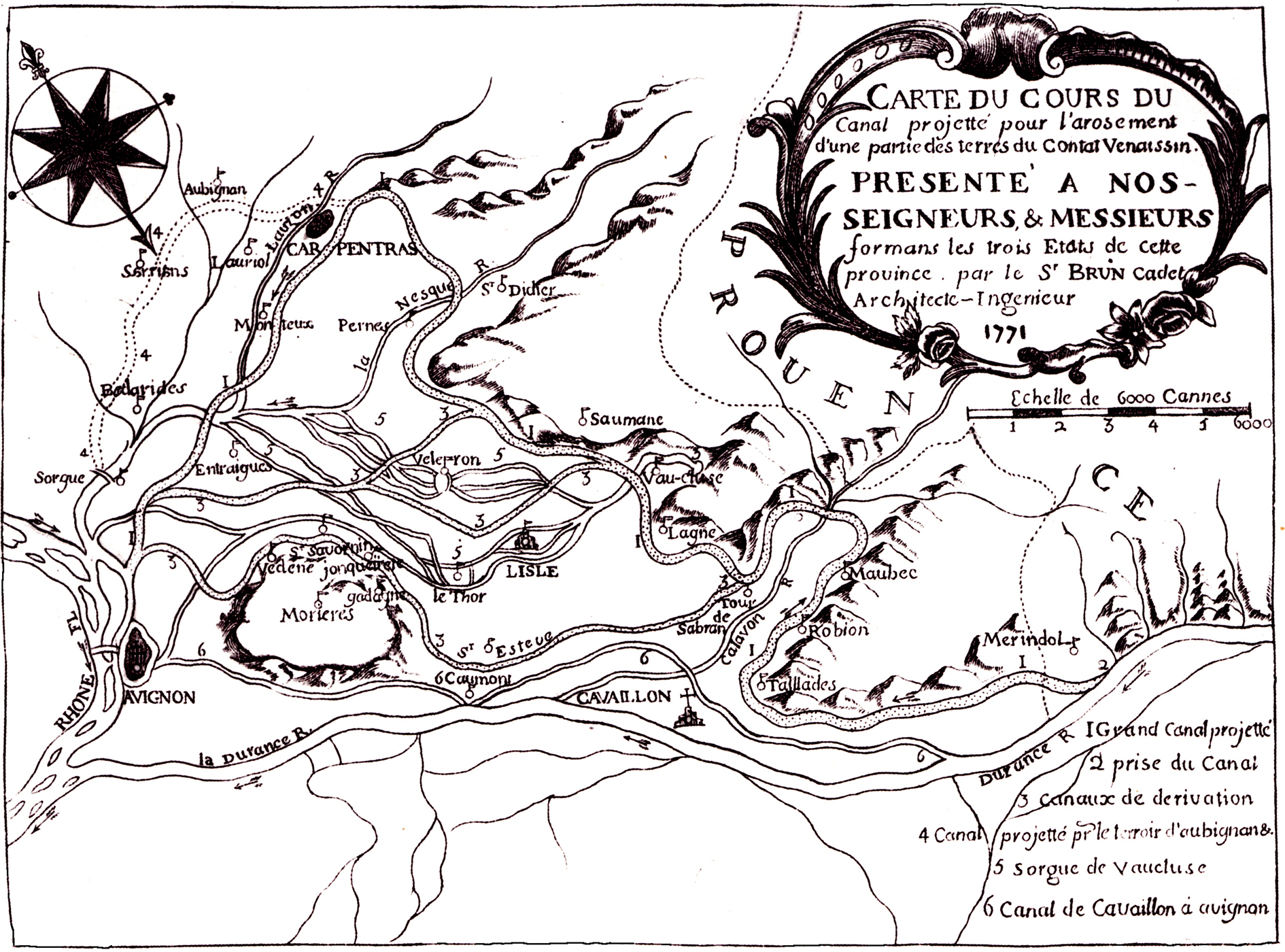
Carte de Brun cadet prévoyant « l'arrosement d'une partie des terres du Comtat Venaissin », 1771.

La ville est traversée par l'est par la Sorgue d'Entraigues, un des bras de la rivière et se dirigeant vers Saint-Saturnin-lès-Avignon avant de rejoindre le Rhône.
Quelque 10 000 ans avant notre ère, la Durance se jetait dans le Rhône, non pas en aval, mais en amont d'Avignon. Son cours partait de Cheval-Blanc pour se diriger vers Vedène, coupant le lit de la Sorgue et rejoignait le fleuve au nord du rocher des Doms. Seuls émergeaient alors la colline de Thouzon et l'oppidum d'Entraigues. Cela a été mis en évidence par des forages à Saint-Saturnin-lès-Avignon, Jonquerettes et Entraigues-sur-la-Sorgue qui ont révélé un épandage alluvial typiquement durancien sur plusieurs mètres d'épaisseur dans toute la plaine de la Sorgue.

### Climat
Pour des articles plus généraux, voir Climat de Provence-Alpes-Côte d'Azur et Climat de Vaucluse.
En 2010, le climat de la commune est de type climat méditerranéen franc, selon une étude du Centre national de la recherche scientifique s'appuyant sur une série de données couvrant la période 1971-2000. En 2020, Météo-France publie une typologie des climats de la France métropolitaine dans laquelle la commune est exposée à un climat méditerranéen et est dans la région climatique  Provence, Languedoc-Roussillon, caractérisée par une pluviométrie faible en été, un très bon ensoleillement (2 600 h/an), un été chaud (21,5 °C), un air très sec en été, sec en toutes saisons, des vents forts (fréquence de 40 à 50 % de vents > 5 m/s) et peu de brouillards. 
Pour la période 1971-2000, la température annuelle moyenne est de 14,1 °C, avec une amplitude thermique annuelle de 17,8 °C. Le cumul annuel moyen de précipitations est de 678 mm, avec 5,8 jours de précipitations en janvier et 2,5 jours en juillet. Pour la période 1991-2020, la température moyenne annuelle observée sur la station météorologique de Météo-France la plus proche, « Avignon », sur la commune d'Avignon à 10 km à vol d'oiseau, est de 15,0 °C et le cumul annuel moyen de précipitations est de 648,8 mm. 
La température maximale relevée sur cette station est de 42,8 °C, atteinte le 28 juin 2019 ; la température minimale est de −9,9 °C, atteinte le 2 mars 2005,,. 
Les paramètres climatiques de la commune ont été estimés pour le milieu du siècle (2041-2070) selon différents scénarios d'émission de gaz à effet de serre à partir des nouvelles projections climatiques de référence DRIAS-2020. Ils sont consultables sur un site dédié publié par Météo-France en novembre 2022.

#### Le mistral
Dans cette commune qui produit des côtes-du-rhône aucun vigneron ne se plaint du mistral - même violent, car celui-ci a des avantages bénéfiques pour le vignoble. Appelé le « mango-fango », le mangeur de boue, il élimine toute humidité superflue après les orages, dégage le ciel et lui donne sa luminosité, préserve les vignes de nombre de maladies cryptogamiques et les débarrasse d'insectes parasites.

## Urbanisme

### Typologie
Au 1er janvier 2024, Jonquerettes est catégorisée ceinture urbaine, selon la nouvelle grille communale de densité à sept niveaux définie par l'Insee en 2022.
Elle appartient à l'unité urbaine d'Avignon, une agglomération inter-régionale regroupant 59  communes, dont elle est une commune de la banlieue,,. Par ailleurs la commune fait partie de l'aire d'attraction d'Avignon, dont elle est une commune de la couronne,. Cette aire, qui regroupe 48 communes, est catégorisée dans les aires de 200 000 à moins de 700 000 habitants,.

### Occupation des sols
L'occupation des sols de la commune, telle qu'elle ressort de la base de données européenne d’occupation biophysique des sols Corine Land Cover (CLC), est marquée par l'importance des territoires agricoles (64,7 % en 2018), en diminution par rapport à 1990 (66,7 %). La répartition détaillée en 2018 est la suivante : 
zones agricoles hétérogènes (60,4 %), zones urbanisées (35 %), cultures permanentes (4,4 %), forêts (0,2 %). L'évolution de l’occupation des sols de la commune et de ses infrastructures peut être observée sur les différentes représentations cartographiques du territoire : la carte de Cassini (XVIIIe siècle), la carte d'état-major (1820-1866) et les cartes ou photos aériennes de l'IGN pour la période actuelle (1950 à aujourd'hui).

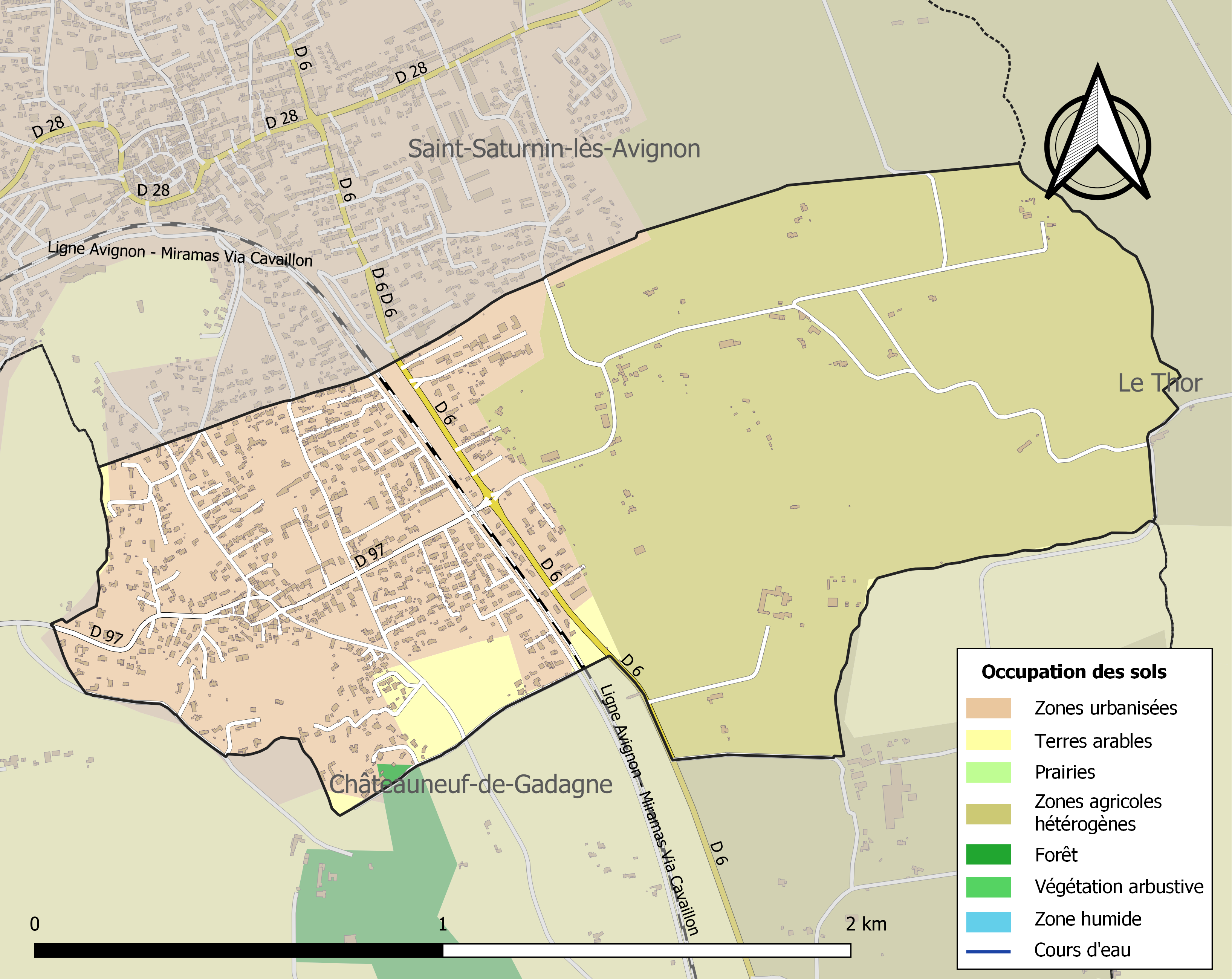
Carte des infrastructures et de l'occupation des sols de la commune en 2018 (CLC).

## Histoire

### Moyen Âge
La plus ancienne mention de Jonquerettes apparaît sur une donation de 853 par laquelle Gosselin et sa femme remettent à l'évêque d'Avignon et son église celle de « Santae Mariae in villa de Joncariis, in Comitatu Avennico ».
En 1050, Rostang, évêque d’Avignon, donne, ou plutôt restitue, l’église Santae Mariae de Juncariis à l'abbaye Saint-André de Villeneuve-lès-Avignon, qui la possédait dès le milieu du IXe siècle. Au milieu du IXe siècle, il existait là un vaste domaine, ou un simple hameau non défendu, issu peut-être d'un vicus gallo-romain qui fut à l'origine de l'agglomération actuelle.
En 1162, Giraud Amic est cité comme seigneur. En 1371, Amic, de la branche de Sabran, vend à Guirand de Sabran. En 1412, Bérenger de Simiane en rend hommage.

### Renaissance
Jonquerettes fut ensuite partagée en co-seigneuries si l'on en juge par la qualification de seigneur en partie concernant Melchior de Siminae en 1506. Plus Tard, en 1655, J.B. du Roure, abbé de Saint-André, vend le domaine à François d'Honoraty qui en fait hommage à la chambre apostolique dès le 12 juin. Cette famille le conserva près de quatre-vingts ans.

### Période moderne
La chapelle Saint-Roch construite en remerciement après la grande peste de 1720 borne le développement de la commune en ce milieu du XVIIIe siècle. Selon le cadastre napoléonien la population, tout comme la physionomie du village ne bougent guère jusqu'à l'après-guerre.
C'est l'abbé d'Honoraty qui demanda, et obtint du vice-légat l'autorisation de vente pour la terre, fief seigneurie et juridiction de Jonquerettes et les céda en décembre 1735 à Jean-Noël Limojon de Saint-Didier qui mourut neuf ans plus tard. Sa veuve, en se remariant en 1760 avec le marquis de Savigny lui apporta la seigneurie, puis en 1789, par testament, la légua à la marquise de Varennes.
Le 12 août 1793 fut créé le département de Vaucluse, constitué des districts d'Avignon et de Carpentras, mais aussi de ceux d'Apt et d'Orange, qui appartenaient aux Bouches-du-Rhône, ainsi que du canton de Sault, qui appartenait aux Basses-Alpes.
En 1807, Augustine de Varènes, par son mariage avec le marquis de Baroncelli-Javon le lui apporta en dot. Par héritage, il parvint entre les mains des barons de Montrond auxquels il appartient encore vers 1960.

### Période contemporaine
Une micro-centrale hydro-électrique est programmée pour fournir une centaine de kilowattheures ainsi qu'une zone artisanale de douze lots à la limite de Saint-Saturnin-lès-Avignon.

### Toponymie
Le nom de la commune est lié à la présence de joncs dans la plaine. Le joncus latin auquel s'est ajouté le diminutif -ittum est donc à l'origine de ce toponyme.

### Héraldique
|  | Les armes peuvent se blasonner ainsi : D'azur à la bande d'or remplie de gueules, accompagnée en chef d'un sautoir alésé d'or et en pointe d'un jonc du même. |

Le blason de la commune symbolise de la dualité du terroir : d'un côté le jonc, plante marécageuse qui a donné le toponyme ; de l'autre la croix de Saint-André, le clocher à l'origine de l'implantation humaine.

## Politique et administration
| Période      | Période      | Identité          | Étiquette | Qualité                        |
| ------------ | ------------ | ----------------- | --------- | ------------------------------ |
|              |              |                   |           |                                |
| mars 2001    | aout 2011    | Jacky Buis        |           |                                |
| octobre 2011 | 5 avril 2014 | Robert Boyer      |           | Professeur des écoles retraité |
| 5 avril 2014 | en cours     | Daniel Bellegarde | SE        |                                |

Jacky Buis est décédé en cours de son second mandat, à l'âge de 74 ans.

## Démographie
L'évolution du nombre d'habitants est connue à travers les recensements de la population effectués dans la commune depuis 1793. Pour les communes de moins de 10 000 habitants, une enquête de recensement portant sur toute la population est réalisée tous les cinq ans, les populations de référence des années intermédiaires étant quant à elles estimées par interpolation ou extrapolation. Pour la commune, le premier recensement exhaustif entrant dans le cadre du nouveau dispositif a été réalisé en 2005.

En 2022, la commune comptait 1 597 habitants, en évolution de +7,61 % par rapport à 2016 (Vaucluse : +1,73 %, France hors Mayotte : +2,11 %).
| 1793 | 1800 | 1806 | 1821 | 1831 | 1836 | 1841 | 1846 | 1851 |
| ---- | ---- | ---- | ---- | ---- | ---- | ---- | ---- | ---- |
| 143  | 159  | 157  | 214  | 234  | 255  | 275  | 311  | 312  |

| 1856 | 1861 | 1866 | 1872 | 1876 | 1881 | 1886 | 1891 | 1896 |
| ---- | ---- | ---- | ---- | ---- | ---- | ---- | ---- | ---- |
| 319  | 358  | 323  | 310  | 310  | 235  | 250  | 253  | 238  |

| 1901 | 1906 | 1911 | 1921 | 1926 | 1931 | 1936 | 1946 | 1954 |
| ---- | ---- | ---- | ---- | ---- | ---- | ---- | ---- | ---- |
| 236  | 234  | 210  | 180  | 187  | 215  | 201  | 223  | 219  |

| 1962 | 1968 | 1975 | 1982 | 1990  | 1999  | 2005  | 2006  | 2010  |
| ---- | ---- | ---- | ---- | ----- | ----- | ----- | ----- | ----- |
| 213  | 253  | 477  | 812  | 1 088 | 1 236 | 1 251 | 1 239 | 1 358 |

| 2015  | 2020  | 2022  | - | - | - | - | - | - |
| ----- | ----- | ----- | - | - | - | - | - | - |
| 1 462 | 1 571 | 1 597 | - | - | - | - | - | - |

## Économie

### Revenus de la population et fiscalité
En 2010, le revenu fiscal médian par ménage était de 40 428 €, ce qui plaçait Jonquerettes au 2 287e rang parmi les 31 525 communes de plus de 39 ménages en métropole, en faisant la commune la plus riche du Vaucluse.

### Agriculture
Le coteau fut tout d'abord planté en céréales, olivier et vigne, puis se développa la sériciculture avec des mûriers plantés le long de la voie principale, qui ne survécut pas à la pébrine. Jadis était cultivée en garance. Avec les teintures artificielles (alizarine), l'ancienne usine ferma ses portes au début du XXe siècle. Des vergers d'arbres fruitiers (pomme et poire) remplacèrent la culture de la garance devenue obsolète après la Première Guerre mondiale.
L'irrigation était faite par quelques sources, fioles, et roubines qui coulaient le long des coteaux. Aujourd'hui, bien que classé en côtes-du-rhône, le vignoble de la commune souffre de la périurbanisation et du mitage du terroir. À partir des années 1970, la poussée démographique importante due à des nouveaux arrivants modifia une partie de l'aspect du village avec les mouvements pendulaires journaliers des nouveaux « rurbains ».

### Tourisme
Avec sa proximité d'Avignon et de son riche patrimoine, du Luberon, des Alpilles, la présence de la Sorgue, etc. le tourisme occupe directement ou indirectement une place importante dans l'économie de la commune.
Pour accueillir les touristes, la commune dispose de chambres d'hôtes et locations vacances.

## Équipements ou services

### Transports urbains
La ligne 11 du réseau TCRA du Grand Avignon dessert la ville matin, midi et soir à destination d'Avignon centre (Poste).

### Enseignement
La commune possède une école maternelle et une école primaire Les Javonnes. Ensuite les élèves sont dirigés vers le collège Anne-Frank de Morières-lès-Avignon, puis les lycées d'Avignon.

### Sports
La commune compte plusieurs associations sportives sur sa commune (boxe, gym, tennis...).
Randonnée pédestre.

### Santé
Cabinet de soins infirmiers.
Centre médical regroupant médecins, acupuncteur, kinésithérapeute, thérapeute, vétérinaire, dentiste, podologue, ostéopathe, psychomotriciens.
Les centres d'analyses médicales et les hôpitaux les plus proches sont sur L'Isle-sur-la-Sorgue et Avignon.

## Vie locale
Un commerce : Le jardin de Jonquerettes.

### Cultes

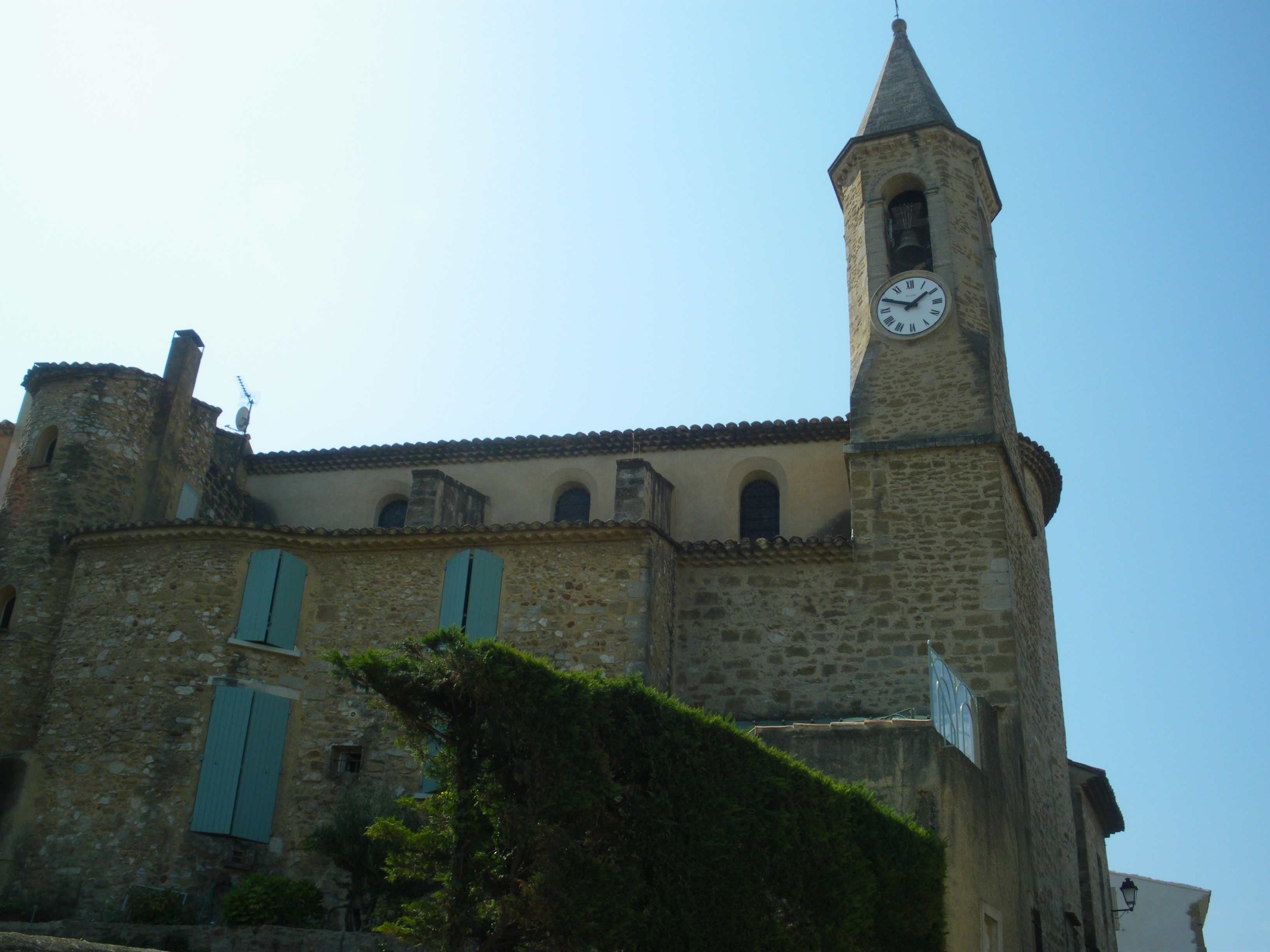
L'église paroissiale Saint-André.

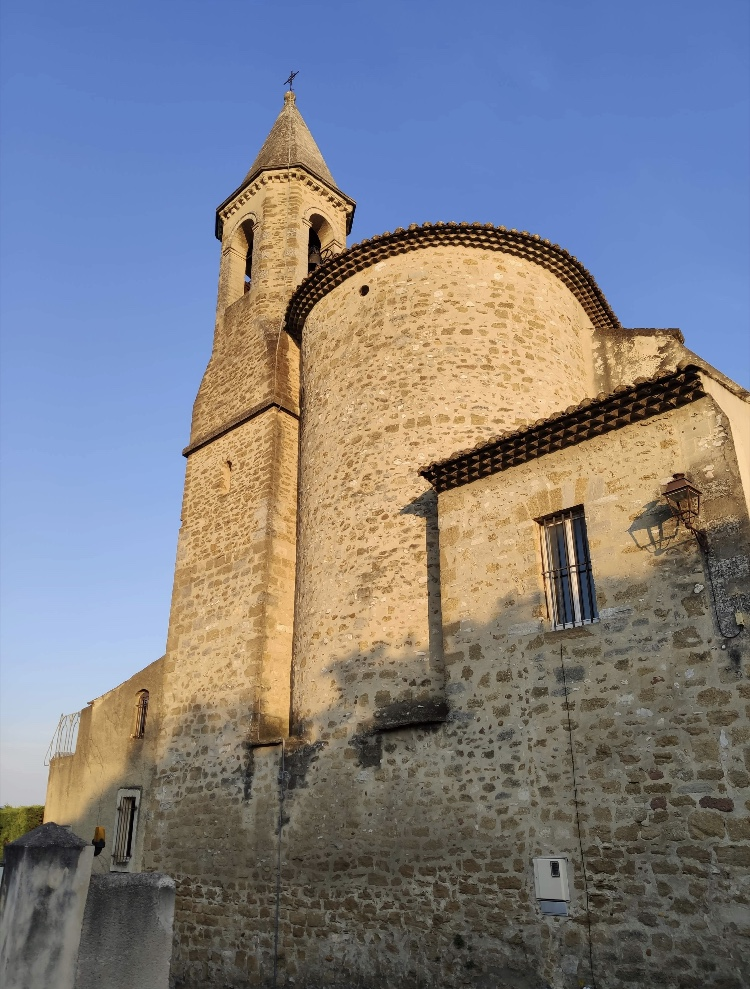
Église Saint-André de Jonquerettes.

Catholique (église).

### Écologie et recyclage
La collecte et traitement des déchets des ménages et déchets assimilés et le contrôle de la qualité de l'air se fait dans le cadre de la communauté d'agglomération du Grand Avignon, elle-même adhérente au syndicat mixte pour la valorisation des déchets du pays d'Avignon.

## Lieux et monuments
Au cœur du bourg, les maisons sont regroupées autour de l'église Saint-André et du château.
Le château, toujours habité, date du XIVe siècle dans sa grande majorité avec toutefois des éléments plus anciens.
L'église paroissiale Saint-André, d'origine romane, fut partiellement détruite lors des guerres de religion. Relevée avec les matériaux provenant de sa ruine et l'utilisation de murs encore debout, elle fut reprise sur un plan différent, désorientée. Quelques vestiges de l'ancien édifice roman ont été intégrés dans l'ancien presbytère, ce qui semble être le cas des deux colonnes à cannelures et chapiteaux ouvragés à feuillages de l'entrée.
Fontaine d'eau potable en face de la petite mairie.

## Personnalités liées à la commune
- Famille de Giraud Amic, branche cadette de la famille de Sabran.
- Famille de Simiane.
- Pierre-Henri Requin (1851-1917), abbé, historien et érudit local.